# 考馬湖
46°49′13″N 9°17′45″E / 46.82028°N 9.29583°E

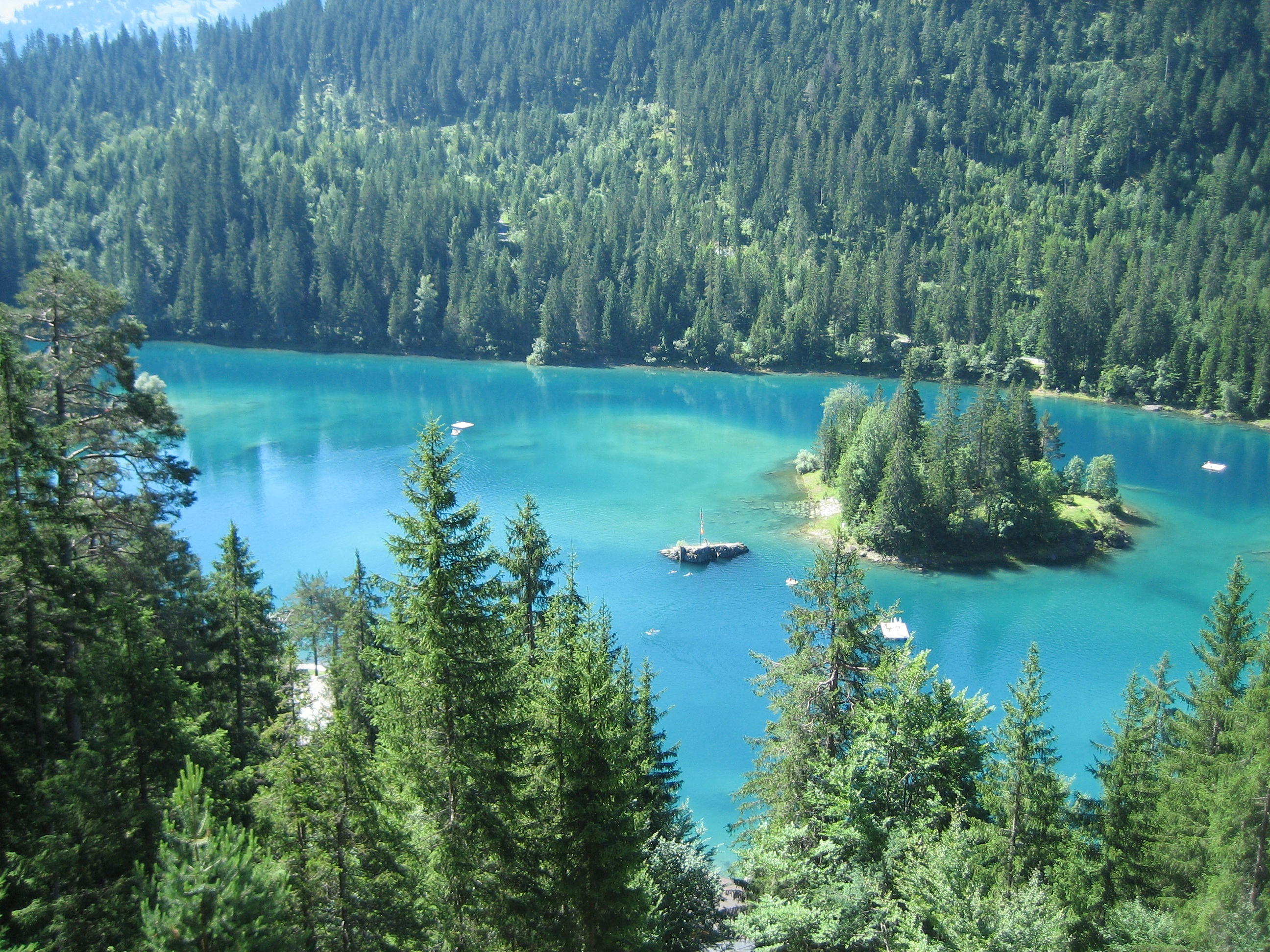

考馬湖（Caumasee），是瑞士的湖泊，位於該國東南部，由格勞賓登州負責管轄，長0.6公里、寬0.3公里，面積0.1平方公里，海拔高度997米，最大水深30米，湖岸線長度2公里。